# شاون ویلیامز
شاون ویلیامز (انگلیسی: Shawne Williams؛ زادهٔ ۱۶ فوریهٔ ۱۹۸۶) بازیکن بسکتبال اهل ایالات متحده آمریکا است.
از باشگاه‌هایی که در آن بازی کرده‌است می‌توان به پورتلند تریل بلیزرز، ایندیانا پیسرز، نیویورک نیکس، دالاس ماوریکس، میامی هیت، بروکلین نتس، لس آنجلس لیکرز، و دیترویت پیستونز اشاره کرد.